# La Caja Misteriosa
La Caja Misteriosa es una pastorela, una obra de comedia escrita por el dramaturgo Dante del Castillo. En el concurso de pastorelas inéditas y originales, organizado por el PRI, esta obra obtuvo el primer premio, estrenada el 27 de diciembre de 1975 en el Jardín de San Fernando en la Ciudad de México.

## Trama
Esta divertida comedia trata sobre la travesía de un grupo de cinco pastores en la noche del nacimiento del niño Jesús hacia Belén para expresar su adoración. Sin embargo, Satanás ha capturado al Espíritu de la Luz que da brillo a la estrella de Belén que guía a los pastores, y lo ha atrapado en una caja, por lo que los pastores deben ingeniárselas con problemas como la neblina y direcciones de señales que han sido cambiadas por los sirvientes de Satanás.

## Representaciones
El Grupo 4 Letras Teatro en el año 2014 decidió montar la obra ya mencionada en la Ciudad de Uruapan, Mich. dirigida por Ever Villegas en compañía de su elenco.
- Satanás........................ José Andrade

- Pobre Diablo................ Luis Fabián Vargas

- Bato.............................. Marco Irepan

- Fileno........................... Oscar Baeza

- Bartolo.......................... Alex García

- Gila.............................. Grecia Olguin

- Espíritu de la Luz......... Liz García

Son originarios de la Ciudad de Uruapan, Mich y su estreno fue en el pueblo de Angahuan, Mich.  el 16 de diciembre de 2014 juntos con una pequeña temporada.
- 16 de diciembre de 2014 - Angahuan, Mich.
- 17 de diciembre de 2014 - Uruapan, Mich. "Pérgola Municipal"
- 18 de diciembre de 2014 - San Juan Nuevo, Mich.
- 20 de diciembre de 2014 - Uruapan, Mich. "Comité Ejecutivo PRD"
- 22 de diciembre de 2014 - Uruapan, Mich. "Colonia 12 de Diciembre"

- Datos: Q5962617